# Cagnoncles
Cagnoncles est une commune française située dans le département du Nord (59), en région Hauts-de-France.

## Géographie

### Communes limitrophes
|              | Naves      | Rieux-en-Cambrésis |
| Escaudœuvres | Cagnoncles |                    |
| Cauroir      |            | Carnières          |

### Hydrographie

#### Réseau hydrographique
La commune est située dans le bassin Artois-Picardie. Elle est drainée par la Naves et le Grand Riot,,.

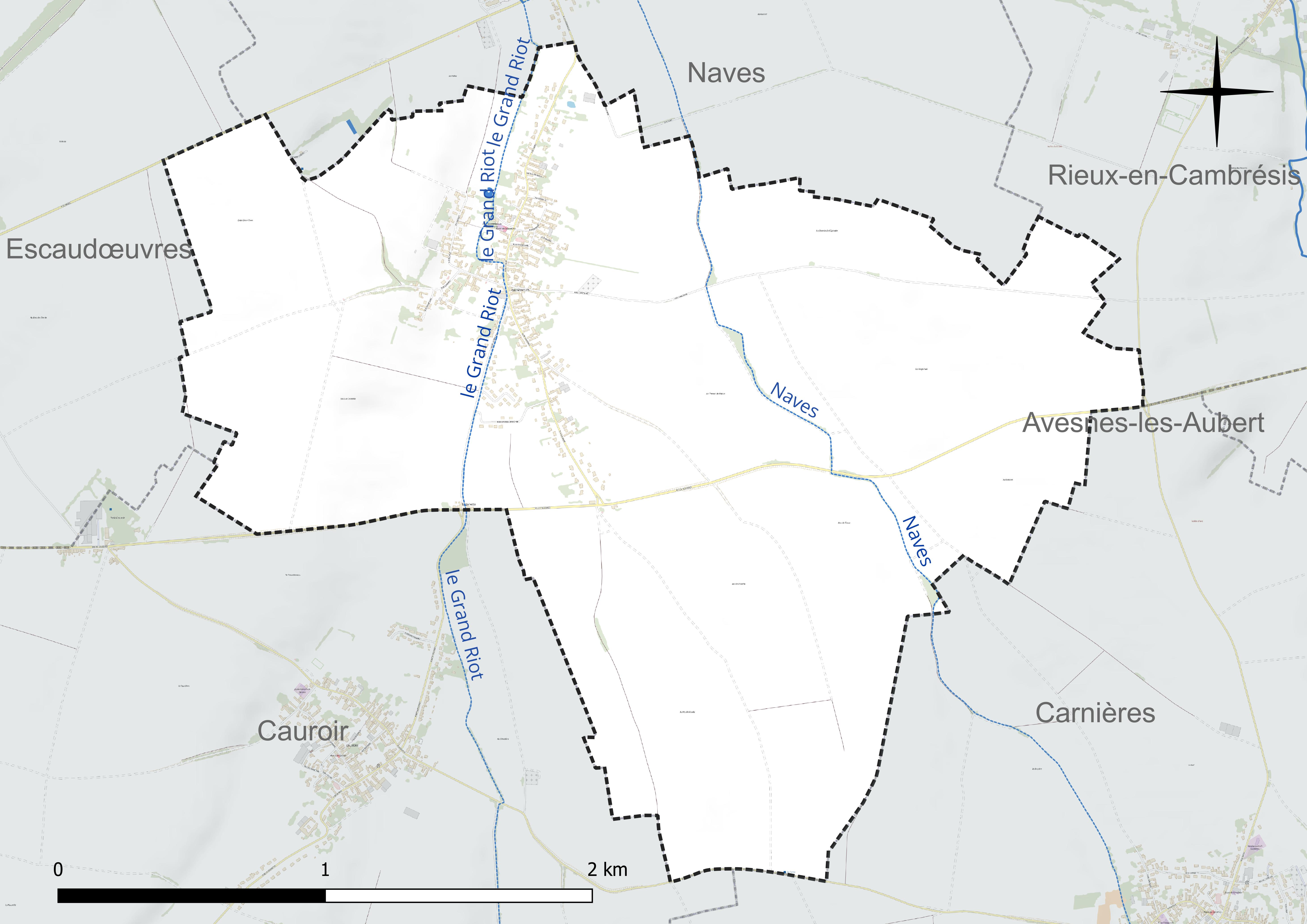
Réseau hydrographique de Cagnoncles.

#### Gestion et qualité des eaux
Le territoire communal est couvert par le schéma d'aménagement et de gestion des eaux (SAGE) « Escaut ». Ce document de planification concerne un territoire de 2 005 km2 de superficie, délimité par le bassin versant de l'Escaut. Le périmètre a été arrêté le 9 juin 2006 et le SAGE proprement dit a été approuvé le 13 juillet 2021. La structure porteuse de l'élaboration et de la mise en œuvre est le syndicat mixte Escaut et Affluents (SyMEA). 
La qualité des cours d'eau peut être consultée sur un site dédié géré par les agences de l'eau et l'Agence française pour la biodiversité. 

### Climat
Pour des articles plus généraux, voir Climat des Hauts-de-France et Climat du Nord.
En 2010, le climat de la commune est de type climat océanique dégradé des plaines du Centre et du Nord, selon une étude du CNRS s'appuyant sur une série de données couvrant la période 1971-2000. En 2020, Météo-France publie une typologie des climats de la France métropolitaine dans laquelle la commune est dans une zone de transition entre le climat océanique et le climat océanique altéré et est dans la région climatique  Nord-est du bassin Parisien, caractérisée par un ensoleillement médiocre, une pluviométrie moyenne régulièrement répartie au cours de l'année et un hiver froid (3 °C). 
Pour la période 1971-2000, la température annuelle moyenne est de 10,5 °C, avec une amplitude thermique annuelle de 14,8 °C. Le cumul annuel moyen de précipitations est de 693 mm, avec 11,6 jours de précipitations en janvier et 9 jours en juillet. Pour la période 1991-2020, la température moyenne annuelle observée sur la station météorologique la plus proche, située sur la commune de Valenciennes à 24 km à vol d'oiseau, est de 11,0 °C et le cumul annuel moyen de précipitations est de 694,1 mm,. Pour l'avenir, les paramètres climatiques de la commune estimés pour 2050 selon différents scénarios d'émission de gaz à effet de serre sont consultables sur un site dédié publié par Météo-France en novembre 2022.

## Urbanisme

### Typologie
Au 1er janvier 2024, Cagnoncles est catégorisée commune rurale à habitat dispersé, selon la nouvelle grille communale de densité à sept niveaux définie par l'Insee en 2022.
Elle est située hors unité urbaine. Par ailleurs la commune fait partie de l'aire d'attraction de Cambrai, dont elle est une commune de la couronne,. Cette aire, qui regroupe 64 communes, est catégorisée dans les aires de 50 000 à moins de 200 000 habitants,.

### Occupation des sols
L'occupation des sols de la commune, telle qu'elle ressort de la base de données européenne d'occupation biophysique des sols Corine Land Cover (CLC), est marquée par l'importance des territoires agricoles (90 % en 2018), en diminution par rapport à 1990 (95,2 %). La répartition détaillée en 2018 est la suivante : 
terres arables (90 %), zones urbanisées (10 %). L'évolution de l'occupation des sols de la commune et de ses infrastructures peut être observée sur les différentes représentations cartographiques du territoire : la carte de Cassini (XVIIIe siècle), la carte d'état-major (1820-1866) et les cartes ou photos aériennes de l'IGN pour la période actuelle (1950 à aujourd'hui).

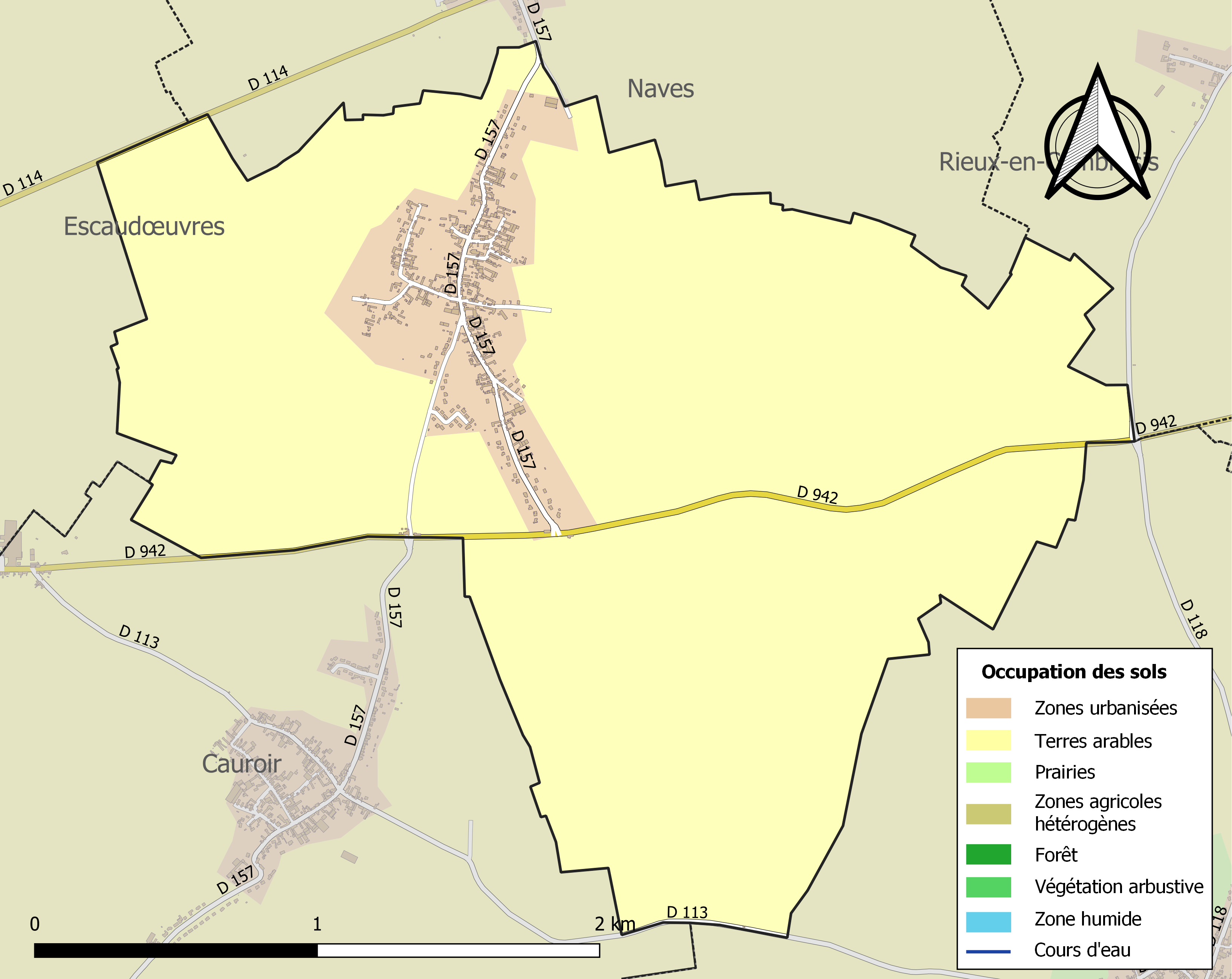
Carte des infrastructures et de l'occupation des sols de la commune en 2018 (CLC).

### Voies de communication et transports
La commune est desservie par le réseau de transports urbains de la Communauté d'agglomération de Cambrai appelé TUC (Transports Urbains du Cambrésis), par la ligne 10,.

## Toponymie
Le village est mentionné au long des XIe au XIVe siècles sous les noms Cagnoicle, Canicula ou Caniculo ou Caniclo, Caiunculum, Cagnoncle, Caignoncles, ou encore Cagnoncula, Caignonculum, Caiuncolium. Boniface interprète le nom comme se rapportant à un « marais couvert de roseaux ».

## Histoire
Voir également Wikipedia en anglais.

## Héraldique
|  | Les armes de Cagnoncles se blasonnent ainsi : Parti-émanché d'argent et de gueules de dix pièces. |

## Politique et administration
| Période                                  | Période                        | Identité           | Étiquette | Qualité                                 |
| ---------------------------------------- | ------------------------------ | ------------------ | --------- | --------------------------------------- |
| Les données manquantes sont à compléter. |                                |                    |           |                                         |
| 1802                                     |                                | Jean Baptiste Bury |           |                                         |
| avril 1806                               | Mai 1808                       | Olivier Soyer      |           |                                         |
| décembre 1813                            |                                | Jean Baptiste Bury |           |                                         |
| janvier 1834                             | 31 mars 1835                   | Grégoire Barbotin  |           |                                         |
| 1er avril 1835                           | après septembre 1849           | Jean Marie Soyez   |           |                                         |
| Les données manquantes sont à compléter. |                                |                    |           |                                         |
| mars 2001                                | Octobre 2019                   | Édouard Sledz      |           | Retraité Réélu pour le mandat 2014-2020 |
| décembre 2019                            | En cours (au 22 décembre 2019) | Bruno Lefebvre     |           |                                         |

### Politique environnementale
La protection et la mise en valeur de l'environnement font partie des compétences optionnelles de la communauté d'agglomération de Cambrai à laquelle appartient Cagnoncles.

## Population et société

### Démographie

#### Évolution démographique
L'évolution du nombre d'habitants est connue à travers les recensements de la population effectués dans la commune depuis 1793. Pour les communes de moins de 10 000 habitants, une enquête de recensement portant sur toute la population est réalisée tous les cinq ans, les populations de référence des années intermédiaires étant quant à elles estimées par interpolation ou extrapolation. Pour la commune, le premier recensement exhaustif entrant dans le cadre du nouveau dispositif a été réalisé en 2004.

En 2022, la commune comptait 662 habitants, en évolution de +9,06 % par rapport à 2016 (Nord : +0,51 %, France hors Mayotte : +2,11 %).
| 1793 | 1800 | 1806 | 1821 | 1831 | 1836 | 1841 | 1846 | 1851 |
| ---- | ---- | ---- | ---- | ---- | ---- | ---- | ---- | ---- |
| 700  | 738  | 826  | 796  | 799  | 838  | 860  | 813  | 805  |

| 1856 | 1861 | 1866 | 1872 | 1876 | 1881 | 1886 | 1891 | 1896 |
| ---- | ---- | ---- | ---- | ---- | ---- | ---- | ---- | ---- |
| 811  | 861  | 822  | 866  | 862  | 837  | 811  | 823  | 818  |

| 1901 | 1906 | 1911 | 1921 | 1926 | 1931 | 1936 | 1946 | 1954 |
| ---- | ---- | ---- | ---- | ---- | ---- | ---- | ---- | ---- |
| 786  | 755  | 710  | 620  | 625  | 602  | 590  | 599  | 548  |

| 1962 | 1968 | 1975 | 1982 | 1990 | 1999 | 2004 | 2006 | 2009 |
| ---- | ---- | ---- | ---- | ---- | ---- | ---- | ---- | ---- |
| 584  | 555  | 526  | 468  | 492  | 465  | 492  | 499  | 522  |

| 2014 | 2019 | 2022 | - | - | - | - | - | - |
| ---- | ---- | ---- | - | - | - | - | - | - |
| 581  | 618  | 662  | - | - | - | - | - | - |

#### Pyramide des âges
La population de la commune est relativement jeune.
En 2018, le taux de personnes d'un âge inférieur à 30 ans s'élève à 38,5 %, soit en dessous de la moyenne départementale (39,5 %). À l'inverse, le taux de personnes d'âge supérieur à 60 ans est de 23,8 % la même année, alors qu'il est de 22,5 % au niveau départemental.
En 2018, la commune comptait 318 hommes pour 296 femmes, soit un taux de 51,79 % d'hommes, largement supérieur au taux départemental (48,23 %).
Les pyramides des âges de la commune et du département s'établissent comme suit.
| Hommes | Classe d’âge | Femmes |
| ------ | ------------ | ------ |
| 0,0    | 90 ou +      | 0,7    |
| 5,3    | 75-89 ans    | 6,0    |
| 17,5   | 60-74 ans    | 18,1   |
| 21,3   | 45-59 ans    | 19,1   |
| 15,3   | 30-44 ans    | 19,8   |
| 18,7   | 15-29 ans    | 17,8   |
| 21,9   | 0-14 ans     | 18,5   |

| Hommes | Classe d’âge | Femmes |
| ------ | ------------ | ------ |
| 0,5    | 90 ou +      | 1,4    |
| 5,3    | 75-89 ans    | 8,1    |
| 14,8   | 60-74 ans    | 16,2   |
| 19,1   | 45-59 ans    | 18,4   |
| 19,5   | 30-44 ans    | 18,7   |
| 20,7   | 15-29 ans    | 19,1   |
| 20,2   | 0-14 ans     | 18     |

## Lieux et monuments

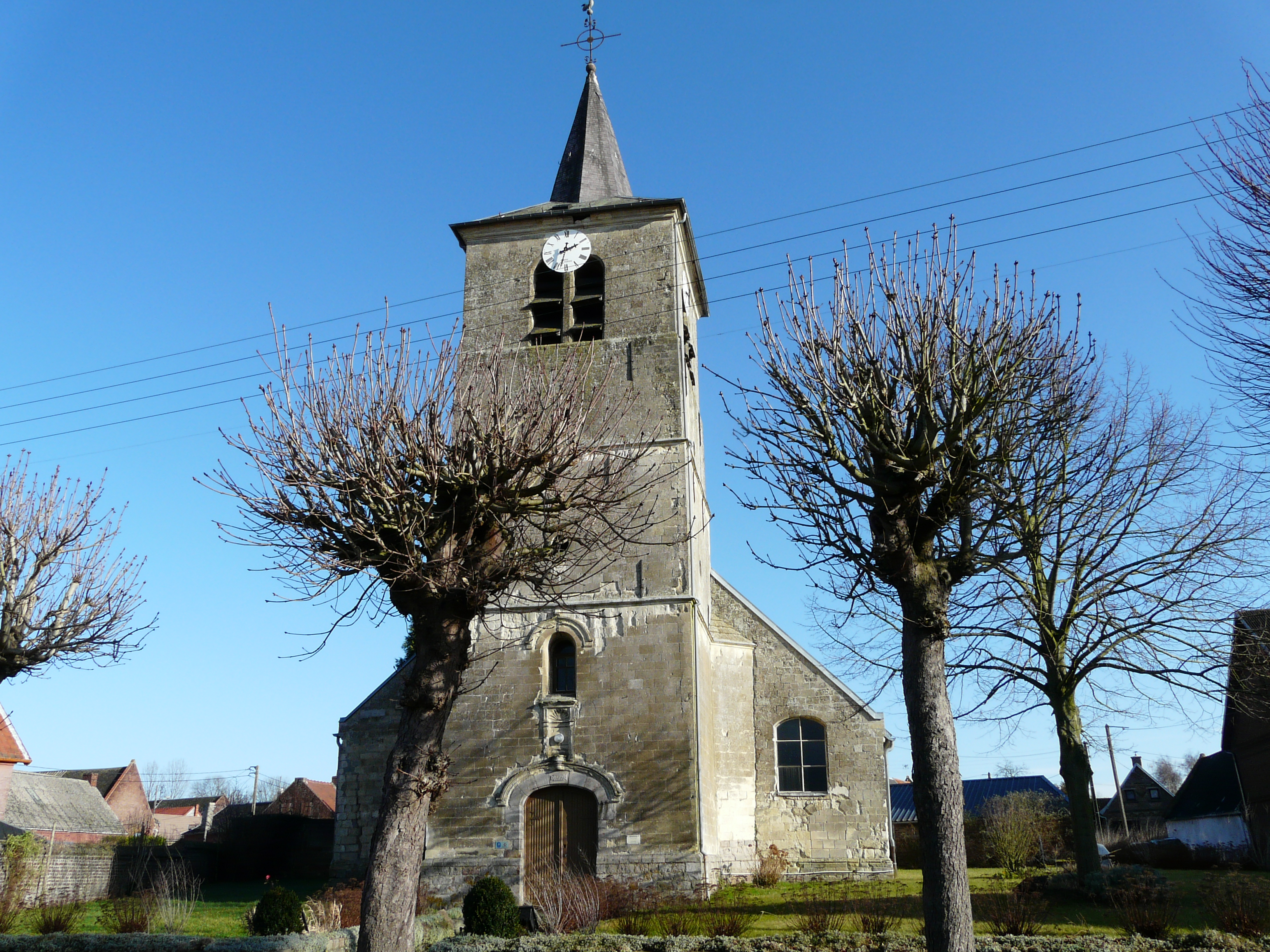
L'église Saint-Géry

L'église Saint-Géry possède un clocher-porche, ce qui permet de penser que sa première construction date probablement du XIe siècle, époque où apparut cette forme d'architecture. En 1554 elle fut incendiée lors du siège de Cambrai par le roi Henri II. La tour fut reconstruite en pierre blanche et en grès en 1579, et le chœur en 1701. La nef fut modifiée en 1763. L'église fut pillée pendant la Révolution française. Des travaux de restauration eurent lieu aux XIXe siècle et au XXe siècle.
En 2012 cette église, qui est un témoignage de l'architecture de la Renaissance dans le Cambrésis, est très dégradée et nécessite des travaux importants.
Le culte dépend de la paroisse Saint-Joseph-en-Cambrésis de l'archidiocèse de Cambrai.

## Pour approfondir